# Harpacticus dubitabilis
Harpacticus dubitabilis är en kräftdjursart som beskrevs av Herbst 1960. Harpacticus dubitabilis ingår i släktet Harpacticus och familjen Harpacticidae. Inga underarter finns listade i Catalogue of Life.